# Relativisztikus sebesség
Relativisztikus sebesség olyan sebesség, ami a fény sebességéhez annyira közel van, hogy annak tudományos analízise esetén figyelembe kell vennünk Einstein speciális relativitáselméletének befolyását.
Relativisztikus részecske az a részecske, ami relativisztikus sebességgel halad.